# Jasper Cillessen
Jacobus Antonius Peter "Jasper" Cillessen (phát âm tiếng Hà Lan: [jɑspər sɪləsə (n)]; sinh ngày 22 tháng 4 năm 1989) là một cầu thủ bóng đá chuyên nghiệp người Hà Lan đang chơi ở vị trí thủ môn cho câu lạc bộ NEC và đội tuyển bóng đá quốc gia Hà Lan.
Trưởng thành tại NEC, nơi mà anh đã bắt đầu sự nghiệp chuyên nghiệp của mình vào năm 2010, sau đó anh ký hợp đồng với Ajax với giá 3 triệu euro một năm sau đó. Anh đã thi đấu 141 trận cho Ajax trong sáu mùa, trong đó có ba danh hiệu Eredivisie. Trong năm 2016, anh gia nhập Barcelona cho với mức phí 13 triệu euro.
Trong tháng 5 năm 2011, anh được gọi lên chơi cho các đội tuyển quốc gia Hà Lan và đã ra mắt sự nghiệp quốc tế của mình vào năm 2013 và là thủ môn số một của tuyển Hà Lan, anh giúp họ đứng thứ ba tại World Cup 2014 tổ chức tại Brasil.

## Sự nghiệp câu lạc bộ

### NEC
Cillessen được sinh ra ở Nijmegen và lớn lên ở Groesbeek. Cillessen bắt đầu chơi cho đội trẻ của câu lạc bộ địa phương De Treffers, trước khi được gia nhập học viện NEC/FC Oss vào năm 2001. Năm 2008, anh ký hợp đồng chuyên nghiệp đầu tiên của mình với NEC, và bắt đầu chơi cho đội trẻ. Trong năm 2010, Cillessen đồng ý ký vào một bản hợp đồng hai năm với NEC cho đến tháng 6 năm 2012.

### Ajax
Ngày 27 tháng 8 năm 2011, truyền thông đăng tải rằng NEC và Ajax đã đạt được thỏa thuận chuyển nhượng Cillessen, anh sẽ gia nhập đội bóng thủ đô với giá khoảng 3 triệu euro. Tại đây anh đã ký một bản hợp đồng kéo dài 5 năm, ràng buộc anh tại Ajax cho đến năm 2016.
Cillessen có trận ra mắt tại Ajax vào ngày 21 tháng 9 năm 2011, tại vòng 2 KNVB Cup trong trận đấu với VV Noordwijk. Anh đã chơi cả 90 phút và chỉ để thủng lưới bởi Sijbren Bartlema ở phút thứ 66 trong chiến thắng 3-1. Còn trận đấu đầu tiên của anh cho Ajax tại giải vô địch quốc gia Eredivisie là vào ngày 23 tháng 10 năm 2011 trong cuộc đối đầu với đối thủ truyền kiếp Feyenoord, khi anh được tung vào sân phút 66 để thay thế cho hậu vệ Gregory van der Wiel, sau khi thủ môn ra sân bắt chính Kenneth Vermeer phải nhận thẻ đỏ. Trong khi Ajax chỉ còn chơi với 10 người, Cillessen đã giúp Ajax giữ lại 1 điểm với trận hòa 1-1.

### Barcelona
Vào ngày 25 tháng 8 năm 2016, Cillessen đã ký một hợp đồng 5 năm với Barcelona với mức phí 13 triệu euro cộng thêm 2 triệu euro tùy vào thành tích.

## Sự nghiệp quốc tế
Trong tháng 6 năm 2014, Cillessen đã được chọn trong đội hình của Hà Lan cho World Cup 2014. Anh đã được trao áo số 1 và ra sân trong trận mở màn gặp đối thủ Tây Ban Nha. Trong trận tứ kết gặp Costa Rica, HLV Louis van Gaal bất ngờ thay anh ra và cho Tim Krul vào trước khi loạt sút luân lưu bắt đầu, trận đấu mà tuyển Hà Lan đã giành chiến thắng. Đội tuyển Hà Lan kết thúc ở giải đấu này với vị trí thứ 3 chung cuộc.

## Thống kê sự nghiệp

### Câu lạc bộ
| Câu lạc bộ          | Câu lạc bộ          | Câu lạc bộ          | Giải đấu | Giải đấu | Cúp quốc gia | Cúp quốc gia | Châu lục | Châu lục | Khác | Khác | Tổng cộng | Tổng cộng |
| Mùa giải            | Câu lạc bộ          | Giải đấu            | Trận     | Bàn      | Trận         | Bàn          | Trận     | Bàn      | Trận | Bàn  | Trận      | Bàn       |
| ------------------- | ------------------- | ------------------- | -------- | -------- | ------------ | ------------ | -------- | -------- | ---- | ---- | --------- | --------- |
| 2010–11             | NEC                 | Eredivisie          | 31       | 0        | 1            | 0            | —        | —        | —    | —    | 32        | 0         |
| 2011–12             | NEC                 | Eredivisie          | 3        | 0        | 0            | 0            | —        | —        | —    | —    | 3         | 0         |
| Tổng cộng           | Tổng cộng           | Tổng cộng           | 34       | 0        | 1            | 0            | 0        | 0        | 0    | 0    | 35        | 0         |
| Jong Ajax           | 2013–14             | Eerste Divisie      | 3        | 0        | —            | —            | —        | —        | —    | —    | 3         | 0         |
| Jong Ajax           | 2014–15             | Eerste Divisie      | 1        | 0        | —            | —            | —        | —        | —    | —    | 1         | 0         |
| Jong Ajax           | Tổng cộng           | Tổng cộng           | 4        | 0        | —            | —            | —        | —        | —    | —    | 4         | 0         |
| 2011–12             | Ajax                | Eredivisie          | 4        | 0        | 3            | 0            | —        | —        | —    | —    | 7         | 0         |
| 2012–13             | Ajax                | Eredivisie          | 5        | 0        | 5            | 0            | 1        | 0        | 0    | 0    | 11        | 0         |
| 2013–14             | Ajax                | Eredivisie          | 25       | 0        | 1            | 0            | 7        | 0        | 0    | 0    | 33        | 0         |
| 2014–15             | Ajax                | Eredivisie          | 32       | 0        | 0            | 0            | 10       | 0        | 0    | 0    | 42        | 0         |
| 2015–16             | Ajax                | Eredivisie          | 33       | 0        | 1            | 0            | 10       | 0        | —    | —    | 44        | 0         |
| 2016–17             | Ajax                | Eredivisie          | 2        | 0        | 0            | 0            | 4        | 0        | —    | —    | 6         | 0         |
| Tổng cộng           | Tổng cộng           | Tổng cộng           | 101      | 0        | 10           | 0            | 32       | 0        | 0    | 0    | 143       | 0         |
| 2016–17             | Barcelona           | La Liga             | 1        | 0        | 8            | 0            | 1        | 0        | 0    | 0    | 10        | 0         |
| 2017–18             | Barcelona           | La Liga             | 1        | 0        | 9            | 0            | 1        | 0        | 0    | 0    | 11        | 0         |
| 2018–19             | Barcelona           | La Liga             | 3        | 0        | 7            | 0            | 1        | 0        | 0    | 0    | 11        | 0         |
| Tổng cộng           | Tổng cộng           | Tổng cộng           | 5        | 0        | 24           | 0            | 3        | 0        | 0    | 0    | 32        | 0         |
| Valencia            | 2019–20             | La Liga             | 24       | 0        | 0            | 0            | 6        | 0        | 0    | 0    | 30        | 0         |
| Valencia            | 2020–21             | La Liga             | 10       | 0        | 0            | 0            | —        | —        | —    | —    | 10        | 0         |
| Valencia            | Tổng cộng           | Tổng cộng           | 34       | 0        | 0            | 0            | 6        | 0        | 0    | 0    | 40        | 0         |
| Tổng cộng sự nghiệp | Tổng cộng sự nghiệp | Tổng cộng sự nghiệp | 178      | 0        | 35           | 0            | 42       | 0        | 0    | 0    | 251       | 0         |

Số liệu thống kê tính đến ngày 22 tháng 5 năm 2021.

### Quốc tế
| Hà Lan    | Hà Lan | Hà Lan |
| Năm       | Trận   | Bàn    |
| --------- | ------ | ------ |
| 2013      | 4      | 0      |
| 2014      | 16     | 0      |
| 2015      | 6      | 0      |
| 2016      | 4      | 0      |
| 2017      | 8      | 0      |
| 2018      | 8      | 0      |
| 2019      | 10     | 0      |
| 2020      | 4      | 0      |
| 2021      | 1      | 0      |
| 2023      | 2      | 0      |
| Tổng cộng | 63     | 0      |

Số liệu thống kê tính đến ngày 27 tháng 3 năm 2023.